# Jugendbildung in Gesellschaft und Wissenschaft
Jugendbildung in Gesellschaft und Wissenschaft e.V. (JGW e.V.) ist ein 1999 gegründeter Verein zur Begabtenförderung.

## Geschichte, Inhalte
Der gemeinnützige Verein mit Sitz in Berlin wurde 1999 von Mitgliedern des Clubs der Ehemaligen (CdE) gegründet. Er hat es sich zur Aufgabe gemacht, leistungsfähige, motivierte und engagierte Jugendliche zu fördern. Dazu werden in Zusammenarbeit mit der Initiative Bildung und Begabung in den Sommerferien Schüler-Akademien veranstaltet. Von 2001 bis 2015 entsendete JGW jedes Jahr Delegierte zu UN-Simulationen. Die erste JGW-SchülerAkademie fand 2004 statt und wird seitdem jährlich angeboten. Seit 2009 wird sie um die NachhaltigkeitsAkademie ergänzt. 2010 wurde außerdem die MatheAkademie eingeführt.
Die SchülerAkademien sind 12-tägige Veranstaltungen in den Sommerferien, bei denen Jugendliche Einblick in diverse wissenschaftliche Themenbereiche erhalten. In einem von sechs zur Verfügung stehenden Kursen befassen sich jeweils 15 Schüler und Schülerinnen intensiv mit wissenschaftlichen Fragestellungen auf Universitätsniveau. Die kursfreie Zeit wird von den Teilnehmern gestaltet. Zusätzlich werden Exkursionen, Diskussionen und Abendvorträge angeboten. Die Teilnehmenden werden von ihren Schulen für die Veranstaltung vorgeschlagen. Die JGW-SchülerAkademie wird von Studierenden sowie jungen Berufstätigen und Wissenschaftlern und Wissenschaftlerinnen in Zusammenarbeit mit Bildung und Begabung ehrenamtlich durchgeführt.

### Nachhaltigkeits-Akademie
Die NachhaltigkeitsAkademie ist eine SchülerAkademie, bei der alle Kurse einen Bezug zum Oberthema Klimawandel haben. Ziel ist eine wissenschaftlich fundierte und kritische Auseinandersetzung mit verschiedenen Aspekten des Themenkomplexes Klimawandel.